# Strada nazionale 89
La strada nazionale 89 era una strada nazionale del Regno d'Italia, che congiungeva Bari a Tolve.
Venne istituita nel 1923 con il percorso "Bari - Modugno - Altamura - Gravina - Irsina - Innesto con la nazionale n. 88 dopo Tolve".
Nel 1928, in seguito all'istituzione dell'Azienda Autonoma Statale della Strada (AASS) e alla contemporanea ridefinizione della rete stradale nazionale, il suo tracciato costituì l'intera strada statale 96 Barese.